# Vagn Holmboe

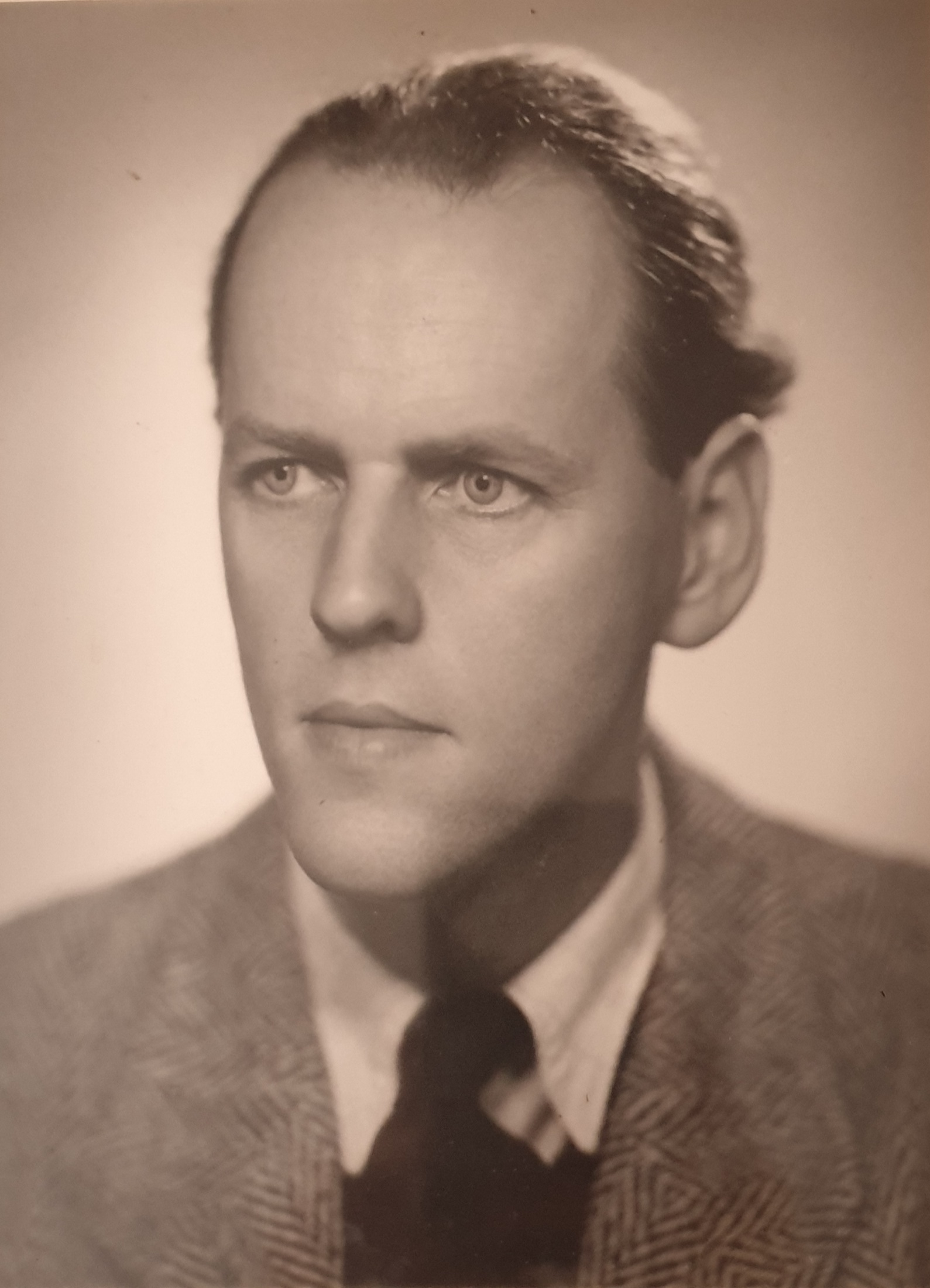
Vagn Holmboe omstreeks 1950

Vagn Gylding Holmboe (Horsens, 20 december 1909 – Ramløse, 1 september 1996) was een Deense componist.

## Leven en werk
Als 17-jarige begon Holmboe, op aanbeveling van Carl Nielsen, aan zijn muziekstudie aan het conservatorium van Kopenhagen. Zijn docenten waren Knud Jeppesen (muziektheorie) en Finn Høffding (compositie). Na zijn studie nam hij lessen bij Ernst Toch in Berlijn. Aansluitend verbleef hij enige tijd in Roemenië, waar hij in 1934 trouwde met de pianiste Meta May Graf, die hij al kende uit Berlijn. Zij gaf de piano op en wijdde zich aan de schilderkunst, glaskunst en fotografie. Holmboe gaf eerst privélessen in muziek en begon te componeren. Zijn werken uit de jaren dertig werden nauwelijks uitgevoerd. Hij gebruikte het materiaal later opnieuw in andere composities. Zijn doorbraak kwam dankzij de Tweede symfonie (1938-39), die bekroond werd. Van het prijzengeld konden Holmboe en Meta May zich vestigen in Ramløse op Sjælland. In de jaren veertig was hij muziekleraar aan een blindeninstituut en van 1950 tot 1965 doceerde hij aan het Kopenhaagse conservatorium, vanaf 1955 als hoogleraar. Tot zijn studenten behoorden Svend Nielsen, Per Nørgård, Ib Nørholm, Bent Lorentzen, Arne Nordheim, Egil Hovland en Alan Stout.
Holmboe wordt beschouwd als een van de belangrijke Deense symfonici, na Carl Nielsen en naast Niels W. Gade en Rued Langgaard. Zijn muziek, die veel gebruikmaakt van Deense volksmuziek, doorbreekt de grenzen van de tonaliteit niet, afgezien van een korte periode waarin hij experimenteerde met de twaalftoonstechniek van Arnold Schönberg. Zijn componeerstijl kenmerkt zich, naar het voorbeeld van Jean Sibelius, door metamorfosen van de thema's en motieven, die in de loop van een (deel van een) werk in steeds andere gedaanten verschijnen. Andere hoorbare invloeden zijn die van de componisten Carl Nielsen, Béla Bartók, Paul Hindemith, Igor Stravinsky, Sergej Prokofjev en Dmitri Sjostakovitsj. Voor Holmboe was Joseph Haydn een groot voorbeeld en daarom wordt zijn muziek wel tot het muzikale neoklassicisme gerekend, maar dat geldt zeker niet voor al zijn werk.
In zijn geboortestad Horsens wordt sinds 2000 het jaarlijkse festival Holmboe i Horsens georganiseerd, waarbij ook de Holmboe Pris wordt uitgereikt.

## Werkenlijst (selectie)
Holmboe componeerde ongeveer 400 werken, waaronder 13 symfonieën, 3 kamersymfonieën, 4 strijkerssymfonieën, 20 strijkkwartetten, vele soloconcerten, een satirische opera Kniven (Het mes), Preludes voor kamerorkest en veel koormuziek. Zijn leerling Per Nørgård voltooide zijn laatste strijkkwartet (nr. 21, Quartetto sereno).
Holmboe hanteerde opusnummers, maar later heeft de musicoloog Paul Rapoport alle werken geordend en voorzien van een catalogusnummer met de letter "M". Daarmee doelde hij op het begrip Meta(morfose), dat een grote rol speelt in Holmboe's componeerwijze.

### Symfonieën
- Nr. 1, voor kamerorkest, M. 85
- Nr. 2, 1938-39, M. 107
- Nr. 3, Sinfonia rustica, M. 126
- Nr. 4, Sinfonia sacra met koor, M. 132
- Nr. 5, 1944, M. 145
- Nr. 6, 1947, M. 155
- Nr. 7, 1950, M. 167
- Kamersymfonie nr. 1, 1951, M. 171
- Nr. 8, Sinfonia boreale, M. 175
- Sinfonia in memoriam, 1954-55, M. 185
- Sinfonia I voor strijkers, M. 194
- Sinfonia II voor strijkers, M. 196
- Sinfonia III voor strijkers, M. 200
- Sinfonia IV Kairos voor strijkers, M. 215
- Nr. 9, 1967-69, M. 235
- Kamersymfonie nr. 2, 1968, M. 240
- Kamersymfonie nr. 3, 1969-70, M. 246
- Nr. 10, 1970, M. 250
- Nr. 11, 1980-81, M. 304
- Nr. 12, 1988, M. 338
- Nr. 13, 1993-94, M. 362

Symfonie nr. 1 · nr. 2 · nr. 3 · nr. 4 · nr. 5 · nr. 6 · nr. 7 · nr. 8 · Sinfonia in memoriam · nr. 9 · nr. 10 · nr. 11 · nr. 12 · nr. 13 ·

### Strijkkwartetten
Strijkkwartet nr. 1 · Strijkkwartet nr. 2 · Strijkkwartet nr. 3 · Strijkkwartet nr. 4 · Strijkkwartet nr. 5 · Strijkkwartet nr. 6 · Strijkkwartet nr. 7 · Strijkkwartet nr. 8 · Strijkkwartet nr. 9 · Strijkkwartet nr. 10 · Strijkkwartet nr. 11 · Strijkkwartet nr. 12 · Strijkkwartet nr. 13 · Strijkkwartet nr. 14 · Strijkkwartet nr. 15 · Strijkkwartet nr. 16 · Strijkkwartet nr. 17 · Strijkkwartet nr. 18 · Strijkkwartet nr. 19 · Strijkkwartet nr. 20
Ongenummerd: Sværm · Quartetto sereno

### Concerten
Concerto’sAltvioolconcert · Celloconcert · Concert voor blokfluit, strijkinstrumenten, celesta en vibrafoon · Concert voor orkest · Fluitconcert nr. 1 · Fluitconcert nr. 2 · Tubaconcert · Vioolconcert nr. 1 · Vioolconcert nr. 2
Kamerconcerto’sKamerconcert nr. 1 voor piano, strijkinstrumenten en pauken · Kamerconcert nr. 2 voor fluit, viool, strijkinstrumenten en percussie · Kamerconcert nr. 3 voor klarinet en kamerorkest · Kamerconcert nr. 4 voor pianotrio en kamerorkest · Kamerconcert nr. 5 voor altviool en kamerorkest · Kamerconcert nr. 6 voor viool en kamerorkest · Kamerconcert nr. 7 voor hobo en kamerorkest · Kamerconcert nr. 8 voor orkest · Kamerconcert nr. 9 voor viool, altviool en kamerorkest · Kamerconcert nr. 10 · Kamerconcert nr. 11 voor trompet en orkest · Kamerconcert nr. 12 voor trombone en orkest · Kamerconcert nr. 13 voor hobo, altviool en kamerorkest

### Overige werken
- Notturno voor blaaskwintet, 1940, M. 118
- Koperkwintetten:
  - Nr. 1, 1961-62, M. 212
  - Nr. 2, 1978, M. 293
- Requiem for Nietzsche voor tenor, bariton, koor en orkest, 1963-64, M. 219
- 4 Symfonische metamorfosen voor orkest:
  - Epitaph, 1956, M. 189
  - Monolith, 1960, M. 207
  - Epilog, 1961-62, M. 213
  - Tempo variabile, 1971-72, M. 254
- 2 sonates voor gitaar, M. 141 en M. 142
- 5 intermezzi voor gitaar, M. 149
- Prelude to a dolphin, M. 327
- Prelude to a maple tree, M. 329
- Intermezzo concertante voor tuba en orkest, 1987, M. 332
- Prelude to a living stone, M. 335
- Prelude to the Victoria Embankment, M. 351

### Koor a capella
- Liber Canticorum
- Sange mod vårdybet naar gedichten van William Heinesen

### Opera
- Kniven, 1963, op een eigen libretto

### Publicaties
- (en)  Danish Street Cries: a study of their musical structure and a complete edition of tunes with words collected before 1960. Kragen, København, 1988. ISBN 87 980636 9 3
- (en)  Experiencing Music. Toccata Press, London, 1991. ISBN 0 907689 16 7